# Uvaroviella minor
Uvaroviella minor är en insektsart som först beskrevs av Otte, D. 2006.  Uvaroviella minor ingår i släktet Uvaroviella och familjen syrsor. Inga underarter finns listade i Catalogue of Life.